# Старобелокатайский сельсовет
Старобелокатайский сельсовет — муниципальное образование в Белокатайском районе Башкортостана.

## История
Согласно «Закону о границах, статусе и административных центрах муниципальных образований в Республике Башкортостан» имеет статус сельского поселения.

## Население
| 2002  | 2009  | 2010  | 2012  | 2013  | 2014  | 2015  |
| ----- | ----- | ----- | ----- | ----- | ----- | ----- |
| 1326  | ↘1319 | ↘1156 | ↘1128 | ↘1090 | ↘1041 | ↘1032 |
| 2016  | 2017  |       |       |       |       |       |
| ↘1008 | ↘1006 |       |       |       |       |       |

## Состав сельского поселения
| № | Населённый пункт | Тип населённого пункта       | Население |
| - | ---------------- | ---------------------------- | --------- |
| 1 | Старобелокатай   | село, административный центр | ↘825      |
| 2 | Шакарла          | село                         | ↘331      |